# Prix Juan-Carlos-Ier
Le prix Juan-Carlos-Ier est un prix décerné tous les deux ans à un économiste d'Espagne ou d'Amérique latine. Il a été créé par la fondation José Prieto Celma.
Le président des juges est le gouverneur de la Banque d'Espagne.

## Récipiendaires
| Année | Récipiendaires                | Pays       | Alma mater                       |
| ----- | ----------------------------- | ---------- | -------------------------------- |
| 1986  | Luis Ángel Rojo Duque         | Espagne    | Université complutense de Madrid |
| 1988  | Andreu Mas-Colell             | Espagne    | Université du Minnesota          |
| 1990  | Julio Certain Sánchez         | Espagne    | Université complutense de Madrid |
| 1992  | Miguel Mancera (en)           | Mexique    | Université Yale                  |
| 1994  | Gabriel Tortella              | Espagne    | Université du Wisconsin          |
| 1996  | Salvador Barberà              | Espagne    | Université Northwestern          |
| 1998  | Enrique Fuentes Quintana      | Espagne    | Université complutense de Madrid |
| 2000  | Guillermo Calvo (en)          | Argentine  | Université Yale                  |
| 2002  | Juan Velarde Fuertes (en)     | Espagne    | Université complutense de Madrid |
| 2004  | Xavier Sala i Martín          | Espagne    | Université Harvard               |
| 2006  | Gonzalo Anes (en)             | Espagne    | Université complutense de Madrid |
| 2008  | Joaquim Muns Albuixech (es)   | Espagne    | Université de Barcelone          |
| 2010  | Pedro Schwartz                | Espagne    | London School of Economics       |
| 2012  | Jaime Terceiro (es)           | Espagne    | Université autonome de Madrid    |
| 2014  | Agustín Maravall (en)         | Espagne    | Université du Wisconsin          |
| 2016  | José Luis García Delgado (es) | Espagne    | Université complutense de Madrid |
| 2018  | Carmen Reinhart               | États-Unis | Université Columbia              |
| 2020  | Manuel Arellano               | Espagne    | Université de Barcelone          |
| 2022  | Agustín Carstens              | Mexico     | Université de Chicago            |